# Lista niemieckich niszczycieli I wojny światowej
Lista niemieckich niszczycieli I wojny światowej
Orientacyjne dane podane w formacie: stocznia, rok wodowania, wyporność, prędkość, uzbrojenie.

## Wczesne typy
- Divisionstorpedoboote (torpedowiec dywizjonowy)
  - D 9: Schichau, Elbląg 1894; 458 t; 23,5 w.; 3 x 50 mm, 3 wt 450 mm[1]
  - D 10: Thornycroft(inne języki), 1898; 365 t; 27,5 w.; 5 x 50 mm, 3 wt 450 mm[2]
- Taku: Schichau, Elbląg 1899; 280 t; 32 w.; 2 x 50 mm, 2 wt 450 mm[2]

## Niszczyciele typu 1898 i zbliżonych
Na początku I wojny światowej nazwy okrętów wczesnych typów S 90-107, G 108-113 i S 114-131 zmieniono na T z dotychczasowymi numerami.

### Niszczyciele typu S 90
12 okrętów: Schichau, Elbląg 1898-1901; 388 t; 26,5 w.; 3 x 50 mm, 3 wt 450 mm
- S 90, S 91, S 92, S 93, S 94, S 95
- S 96, S 97, S 98, S 99, S 100, S 101

### Niszczyciele typu S 102
6 okrętów: Schichau, 1898-1901; 388 t; 26,5 w.; 3 x 50 mm, 3 wt 450 mm
- S 102, S 103, S 104, S 105, S 106, S 107

### Niszczyciele typu G 108
6 okrętów: Germaniawerft, Kilonia, 1900-1902; 433 t; 29 w.; 3 x 50 mm, 3 wt 450 mm
- G 108, G 109, G 110, G 111, G 112, G 113

### Niszczyciele typu S 114
6 okrętów: Schichau, 1902-1903; 408 t; 28 w.; 3 x 50 mm, 3 wt 450 mm
- S 114, S 115, S 116, S 117, S 118, S 119

### Niszczyciele typu S 120
6 okrętów: Schichau, 1903-1904; 461 t; 27,5 w.; 3 x 50 mm, 3 wt 450 mm
- S 120, S 121, S 122, S 123, S 124, S 125

### Niszczyciele typu S 126
6 okrętów: Schichau, 1904-1905; 474 t; 28 w.; 3 x 50 mm, 3 wt 450 mm
- S 126, S 127, S 128, S 129, S 130, S 131

### Niszczyciele typu G 132
6 okrętów: Germaniawerft, Kilonia 1906; 544 t; 28 w.; 4 x 52 mm, 3 wt 450 mm 
- G 132, G 133, G 134, G 135, G 136
- G 137 (odmiennej konstrukcji, powiększony w stosunku do wcześniejszych)

## Niszczyciele typu 1906 i zbliżonych

### Niszczyciele typu S 138(1906 rok budżetowy)
12 okrętów: Schichau, 1906-1907; 684 t; 30 w.; 1 x 88 mm, 3 x 52 mm, 3 wt 450 mm 
- S 138, S 139, S 140, S 141, S 142, S 143
- S 144, S 145, S 146, S 147, S 148, S 149

### Niszczyciele typu V 150(1907 rok budżetowy)
12 okrętów: Vulcan, Szczecin, 1907-1908; 691 t; 30 w.; 2 x 88 mm, 3 wt 450 mm 
- V 150, V 151, V 152, V 153, V 154, V 155
- V 156, V 157, V 158, V 159, V 160
- V 161 (odmiennej konstrukcji, o napędzie turbinowym)

### Niszczyciele typu V 162(1908 rok budżetowy)
3 okręty: Vulcan, Szczecin, 1909; 739 t; 32 w.; 2 x 88 mm, 3 wt 450 mm 
- V 162, V 163, V 164

### Niszczyciele typu S 165(1908 rok budżetowy)
4 okręty: Schichau, 1910-1911; 765 t; 32 w.; 1 x 88 mm, 3 x 52 mm, 3 wt 450 mm 
- S 165, S 166, S 167, S 168

### Niszczyciele typu G 169(1908 i 1909 rok budżetowy)
7 okrętów: Germaniawerft, Kilonia 1908-1910; 777 t; 32 w.; 2 x 88 mm, 3 wt 450 mm
- G 169, G 170, G 171, G 172, G 173, G 174, G 175

### Niszczyciele typu S 176
4 okręty: Schichau, 1910-1911; 780 t; 32 w.; 2 x 88 mm, 4 wt 500 mm
- S 176, S 177, S 178, S 179

### Niszczyciele typu V 180
12 okrętów: Vulcan, Szczecin, 1909-1911; 780 t; 32 w.; 2 x 88 mm, 4 wt 500 mm
- V 180, V 181, V 182, V 183, V 184, V 185, V 186, V 187, V 188, V 189, V 190, V 191

### Niszczyciele typu G 192
6 okrętów: Germaniawerft, Kilonia 1910-1911; 810 t; 33,9 w.; 2 x 88 mm, 4 wt 500 mm
- G 192, G 193, G 194, G 195, G 196, G 197

## Niszczyciele typu 1911
24 okrętów typu 1911:

### Niszczyciele typu V 1
8 okrętów: Vulcan, Szczecin, 1911-1913; 697 t; 32 w.; 2 x 88 mm, 4 wt 500 mm
- V 1, V 2, V 3, V 4, V 5, V 6
- grecki niszczyciel: Nea Genea (V 5'), Keravnos (V 6')

### Niszczyciele typu G 7
6 okrętów: Germaniawerft, Kilonia, 1911-1912; 719 t; 33 w.; 2 x 88 mm, 4 wt 500 mm
- G 7, G 8, G 9, G 10, G 11, G 12

### Niszczyciele typu S 13
12 okrętów: Schichau, 1911-1913; 695 t; 32,5 w.; 2 x 88 mm, 4 wt 500 mm
- S 13, S 14, S 15, S 16, S 17, S 18, S 19, S 20, S 21, S 22, S 23, S 24

## Niszczyciele typu 1913
71 okrętów typu 1913:

### Niszczyciele typu V 25
6 okrętów: Vulcan, Szczecin, 1914; 975 t; 33,5 w.; 3 x 88 mm, 6 wt 500 mm
- V 25, V 26, V 27, V 28, V 29, V 30

### Niszczyciele typu S 31
6 okrętów: Schichau, 1913-1914; 971 t; 33,5 w.; 3 x 88 mm, 6 wt 500 mm
- S 31, S 32, S 33, S 34, S 35, S 36

### Niszczyciele typu G 37
6 okrętów: Germaniawerft, Kilonia, 1914-1915; 1051 t; 34 w.; 3 x 88 mm, 6 wt 500 mm
- G 37, G 38, G 39, G 40, G 41, G 42

### Niszczyciele typu V 43
6 okrętów: Vulcan, Szczecin, 1914-1915; 1106 t; 34,5 w.; 3 x 88 mm, 6 wt 500 mm
- V 43, V 44, V 45, V 46, V 47, V 48

### Niszczyciele typu S 49
18 okrętów: Schichau, 1915-1916; 1074 t; 34 w.; 3 x 88 mm, 6 wt 500 mm
- S 49, S 50, S 51, S 52, S 53, S 54, S 55, S 56, S 57, S 58, S 59, S 60, S 61, S 62, S 63, S 64, S 65, S 66

### Niszczyciele typu V 67
18 okrętów: Vulcan, Szczecin, 1915-1916; 1188 t; 34 w.; 3 x 88 mm, 6 wt 500 mm
- V 67, V 68, V 69, V 70, V 71, V 72, V 73, V 74, V 75, V 76, V 77, V 78, V 79, V 80, V 81, V 82, V 83, V 84

### Niszczyciele typu G 85
11 okrętów: Germaniawerft, Kilonia, 1915-1916; 1147 t; 33,5 w.; 3 x 88 mm, 6 wt 500 mm
- G 85, G 86, G 87, G 88, G 89, G 90, G 91, G 92, G 93, G 94, G 95

## Niszczyciele typu 1916 M
24 okrętów typu 1916 M (mob)

### Niszczyciele typu G 96
1 okręt: Germaniawerft, Kilonia, 1916 1147 t; 32 w.; 3 x 105 mm, 6 wt 500 mm
- G 96

### Niszczyciele typu V 125
11 okrętów: Vulcan, Szczecin, 1917; 1188 t; 34 w.; 3 x 105 mm, 6 wt 500 mm
- V 125, V 126, V 127, V 128, V 129, V 130,
- V 140, V 141, V 142, V 143, V 144

### Niszczyciele typu S 131
9 okrętów: Schichau, 1917-1918; 1170 t; 34 w.; 3 x 105 mm, 6 wt 500 mm
- S 131, S 132, S 133, S 134, S 135, S 136, S 137, S 138, S 139

### Niszczyciele typu H 145
3 okręty: Howaldtswerft, Kilonia, 1917-1918; 1147 t; 33,5 w.; 3 x 105 mm, 6 wt 500 mm
- H 145, H 146, H 147

## Niszczyciele typu 1917 M
22 okrętów typu 1917 M (mob): 1216–1224 t; 32,5 w.; 3 x 105 mm, 6 x 50 mm, 6 wt 500 mm

### Niszczyciele typu G 148
3 okręty: Germaniawerft, Kilonia, nieukończone;
1 okręt: Stocznia Cesarska, Wilhelmshaven, nieukończone;
- G 148, G 149, G 150
- Ww 151

### Niszczyciele typu S 152
6 okrętów: Schichau, 1918 (nieukończone);
- S 152, S 153,S 154, S 155, S 156, S 157

### Niszczyciele typu V 158
8 okrętów: Vulcan, Szczecin, 1918-1920 (nieukończone);
- V 158, V 159, V 160, V 161, V 162, V 163, V 164, V 165

### Niszczyciele typu H 166
4 okręty: Howaldtswerft, Kilonia, 1918-1919 (nieukończone);
- H 166, H 167, H 168, H 169

## Niszczyciele typu 1918 M
64 okrętów typu 1918 M (mob)

### Niszczyciele typu V 170
16 okrętów: Vulcan, Szczecin, - (nieukończone); 1523 t; 35 w.; 4 x 105 mm, 6 wt 500 mm
- V 170 – V 175 (złomowany)
- V 176 & V 177 (budowa anulowana)
- V 203 – V 210 (budowa anulowana)

### Niszczyciele typu S 178
21 okrętów: Schichau, 1919 (nieukończone); 1563 t; 35 w.; 4 x 150 mm, 6 wt 500 mm
- S 178, S 179
- S 180 – S 185 (złomowany)
- S 211 – S 223 (budowa anulowana)

### Niszczyciele typu H 186
17 okręty: Howaldtswerft, Kilonia, 1919 (nieukończone); 1523 t; 35 w.; 4 x 105 mm, 6 wt 500 mm
- H 186, H 187
- H 188 – H 202 (złomowany /  budowa anulowana)

## Niszczyciele typu 1916
12 okrętów: Niszczyciele typu 1916

### Niszczyciele typu S 113
3 okręty: Schichau, 1918; 2415 t; 36 w.; 4 x 150 mm, 4 wt 600 mm
- S 113, S 114, S 115

### Niszczyciele typu V 116
3 okręty: Vulcan, Szczecin, 1918; 2360 t; 36 w.; 4 x 150 mm, 4 wt 600 mm
- V 116, V 117, V 118

### budowa anulowana
- 3 okręty typu V 116: Germaniawerft, Kilonia;[1]
  - G 119, G 120, G 121
- 3 okręty typu B 122: Blohm und Voss, Hamburg;[1]
  - B 122, B 123, B 124

## Niszczyciele typu B 97
8 okrętów typu B 97:
6 okrętów: Blohm und Voss, Hamburg, 1914-1915; 2 okręty: Vulcan, Szczecin, 1915; 1843 t; 36 w.; 4 x 88 mm (do 1916 r.), 4 x 105 mm (od 1916 r.), 6 wt 500 mm
- B 97, B 98, V 99, V 100, B 109, B 110, B 111, B 112

## Niszczyciele typu G 101
4 okręty typu G  101: Germaniawerft, Kilonia 1914; 1734 t; 33,5 w.; 4 x 88 mm (do 1916 r.), 4 x 105 mm (od 1916 r.), 6 wt 500 mm
- G  101, G 102, G 103, G 104

## Niszczyciele typu V 105
4 okręty typu V 105: Vulcan, Szczecin, 1914; 420 t; 28 w.; 2 x 88mm (V 106: 2 x 52 mm), 2 wt 450 mm
- V 105 (ORP Mazur), V 106, V 107, V 108 (ORP Kaszub)